# 地獄の季節
『地獄の季節』（じごくのきせつ、フランス語: Une saison en enfer）は、19世紀フランス文学を代表する詩人アルチュール・ランボーが1873年に発表した詩集である。ランボーが出版に関わった唯一の詩集であり、ポール・ヴェルレーヌとともにロンドン、ブリュッセルに滞在していた1873年4月から8月にかけて執筆された9編の散文詩から成る。自費出版のためにベルギーの印刷同盟（M・J・ポート社）に原稿を託し、1873年10月に印刷・製本されたが、出版費用の残金が支払われなかったために、そのほとんどが倉庫に眠り続けることになった。最初に公表されたのは、1886年7月から10月にかけて文芸誌『ラ・ヴォーグ』に掲載されたときである。ランボーの文学への決別の書とされる。
小林秀雄、堀口大學、金子光晴ら多く文学者・研究者によって翻訳され、現在入手可能なすべての全集・全詩集に収められている。

## 制作・刊行の経緯
ランボーは『地獄の季節』の原稿の末尾に「1873年4月―8月」と記しており、これが『地獄の季節』の制作時期とされている。ヴェルレーヌとの関係が終焉に向かい、ブリュッセル事件に至った時期に相当する。
ランボーは1872年7月からヴェルレーヌとともにブリュッセル、次いでロンドンを放浪した。それぞれの詩作において実りの多い経験であったが（ヴェルレーヌは1874年に『言葉なき恋歌』を発表）、幾度となく仲違いと和解を繰り返し、数々の修羅場を潜り抜けた挙句、1873年4月11日にランボーは故郷のロッシュ（シャルルヴィル）に戻った。長い放浪生活で消耗しきっていたうえに精神的な危機に陥っていた。シャルルヴィル高等中学校の同窓生で文学活動でも生活面でもランボーを支援し、彼に関する重要な著書を残すことになったエルネスト・ドラエーに宛てた翌1873年5月付の手紙（Lettre de Rimbaud à Ernest Delahaye）に、「散文によるささやかな物語」を書いている、これらをまとめて『異端の書』または『黒人の書』として発表するつもりであると書いている。さらに（いったん封をした後に開封して近況を多少書き加えた後）、この詩集について「私の運命はこの本にかかっている」と書き添えている。4月の帰郷時に書き始め、『異端の書』または『黒人の書』として構想されたこの詩集が『地獄の季節』である。実際、『地獄の季節』所収の「悪い血」において異教徒や黒人は白人・キリスト教文明と対置されている。
1873年5月25日、孤独と病に苦しむヴェルレーヌの求めに応じて再びベルギー（リエージュ、アントワープ）を経てロンドンに向かった。だが、再びいさかいが起こり、ヴェルレーヌは一人ブリュッセルに発った。7月8日、ランボーは彼を追って同地に着いたが、1873年7月10日、ヴェルレーヌが酔った勢いでランボーに向かって発砲し、ランボーの左手首に傷を負わせる事件（ブリュッセル事件）が起こった。ランボーは弾丸摘出のために入院し、ヴェルレーヌは2年の禁錮刑を受けた。7月20日に退院して故郷ロッシュに戻ったランボーは『地獄の季節』の執筆に専念した。10月、自費出版のためにベルギーの印刷同盟（M・J・ポート社）に託した原稿が印刷・製本された。だが、出版費用の残金未払いのため、知人宛に送られた数冊の見本を除き、事実上、出版されずに保管されることになった。
ランボーの名が世に知られることになったのは、1884年刊行のヴェルレーヌの『呪われた詩人たち』第1版によってである。ランボー、トリスタン・コルビエール、ステファヌ・マラルメの3人の詩人を紹介する本書の「アルチュール・ランボー」の章には「酔いどれ船」、「母音」のほか主に1871年に書かれた前期韻文詩が数編掲載され、若い象徴派詩人の関心を呼んだ。このときランボーは貿易商として英国領アデン（アデン湾に面する現イエメン共和国の港湾都市）とアビシニア（現エチオピア）のハラールを行き来しながら、同地を探検していた。
さらに、1886年に創刊された象徴主義の文芸誌『ラ・ヴォーグ』が同年5月から6月にかけて詩集『イリュミナシオン』の一部を掲載し、同年末にラ・ヴォーグ出版社が『イリュミナシオン』初版200部を刊行した。『地獄の季節』は同じ1886年の7月から10月にかけて同じ『ラ・ヴォーグ』誌に掲載され、初めて一般の目に触れることになった。この後、1895年刊行の『全詩集』（通称「ヴァニエ版」、ポール・ヴェルレーヌによる序文）、1912年にメルキュール・ド・フランス社から刊行された『作品 ― 韻文詩・散文詩』（パテルヌ・ベリションによる注解、通称「ベリション版」、ポール・クローデルによる序文）に収められることになった。さらに、1946年にはガリマール出版社のプレイヤード叢書として刊行された。注解はアンドレ・ロラン・ド・ルネヴィル、ジュール・ムーケによる。プレイヤード版は1972年にアントワーヌ・アダムの注解による新版が刊行された。こうした経緯に応じて邦訳も次々と改訂版・新版が出されることになった（以下参照）。

## 所収作品

### かつては、私の記憶に狂いがなければ・・・(«Jadis, si je me souviens bien…»)
5つのアステリスクで始まる序章。ランボーはこの詩集を「地獄落ちの手帖」と称し、自らの「地獄落ち」の過程を語る。「つい最近、『最後のぎゃあっ』という叫びをあげそうになった私は」とあり、この「最後のぎゃあっ」はヴェルレーヌに撃たれたブリュッセル事件、死、「最後の調子はずれの音」などの解釈が可能であり、宇佐美斉はこれらの解釈は「必ずしも排他的ではない」とし、フィリップ・ソレルスも「死であると同時に調子外れの音」、死は「耳に調子外れな音として出現する」と解釈する。

### 悪い血 (Mauvais sang)
詩人はガリア人の祖先に遡る壮大な歴史的展望のなかに自らを位置づけ、「劣等種族」であったガリア人から受け継いだもの、キリスト教の歴史、近代化、進歩に対して疑念を投げかける。詩人は時空を超えて自由に動き回る。異教徒、そして黒人に変貌し、欧州を支配した「偽りの黒人」であり、未開の地に上陸し、布教し、支配した白人を黒人の立場から批判する。これらに重ねて詩人の個人史が語られる。前述の1873年5月付のドラエー宛の手紙に異教徒や黒人への言及があることから、このときこの「悪い血」を書いていたとされる。

### 地獄の夜 (Nuit de l’enfer)
当初は「偽りの改宗」と題されていた。「私は多量の毒を一気に飲み干した」という一文で始まる。この「毒」は恥辱、疑念、悪、キリスト教信仰、キリスト教への疑念など様々な解釈がなされており、これによって、詩そのものの解釈も異なる。

### 錯乱 I - 狂気の処女、地獄の夫 (Délires I - Vierge folle. L'époux infernal)
「幾夜も幾夜も、あの人の悪魔がわたしをひっとらえ、わたしたち二人は転げまわり、わたしはあの人と闘ったものです」と、「狂気の処女」と「地獄の夫」の凄まじい葛藤が描かれる。宇佐美斉は、この二人を「実在の人物すなわちヴェルレーヌとランボーに還元してしまう読み方は、虚構の回路を経たうえである種の普遍性に到達した作品の「私語り」を極端に矮小化するものでしかない」と論じている。

### 錯乱 II - 言葉の錬金術 (Délires II - Alchimie du verbe)
詩人はこれまでの創作活動を振り返り、これを「愚行」と断罪する。ここに引用されている「涙」、「いちばん高い塔の唄」、「永遠」、「飢餓」、「幸福」などの7編の韻文詩は主に1872年に書かれた詩の異稿である。詩人はこれらを厳しく批判した後、最後に「過ぎ去った事だ」と言い放つ。

### 不可能 (L’Impossible)
「西洋の沼」から脱出し、「東洋」の「叡智」に帰った詩人は、このオリエンタリズムをも「御粗末な怠け者の夢」として異国趣味とは一線を画し、東西両世界に対して懐疑的・批判的である。

### 閃光 (L’Éclair)
フランス語版ウィキソースに本記事に関連した原文があります：L’Éclair
「人間の労働！」という一句で始まり、労働の肯定と否定の議論として展開する。

### 朝 (Matin)
フランス語版ウィキソースに本記事に関連した原文があります：Matin
過去の語りに始まり、「地獄と手を切った」、「いかにも地獄だった」と語り、最後に「新しい仕事、新しい叡智」への旅立ちが示唆される。

### 決別 (Adieu)
フランス語版ウィキソースに本記事に関連した原文があります：Adieu
序章に春に言及しているのに対して、「地獄と手を切った」後のこの詩は、「もう秋だ！」で始まる。「慰安の季節」である「冬」を恐れる詩人は、「ざらざらした現実」を抱きしめるために「土に還る」。

## 評価
ヴェルレーヌは『イリュミナシオン』初版（1886年）の序文に、本書は1873年から1875年にかけて書かれたと記しているが、これには疑問が残り、長い間、実際には1872年に書かれたものとされていた。そうであれば、1873年4月から8月にかけて書かれた『地獄の季節』、内容的にも「地獄落ちの手帖」を書いて「別れ」を告げた『地獄の季節』こそがランボーの白鳥の歌、文学への決別の書ということになる。だが、1949年にアンリ・アドリアン・ド・ブイヤーヌ・ド・ラコストがランボーの筆跡鑑定などに基づく綿密な研究書『ランボーとイリュミナシオンの問題』を発表し、ヴェルレーヌの序文にあるとおり、『イリュミナシオン』は1873年から1875年にかけて書かれたものであると主張し、以後、これが定説となった。小林秀雄は、『地獄の季節』がランボーの白鳥の歌ではないとしても、「文学への絶縁状」であり、ランボーの「烈しい反逆の詩作が、やがて自らを殺す運命にあった事に変わりはない」と書いている。また、モーリス・ブランショは、ランボーは「文学に二度別れを告げた」と表現している。さらに、それでもなお、これはランボーにとって過去との決別か、文学（詩）との決別か、あるいは文学の終焉を告げるものかという疑問は残る。
ランボーは1875年に書き終えた『イリュミナシオン』を、出所後にランボーを訪れたヴェルレーヌに託し、再び放浪と探検に向かい、貿易商として37年の生涯を閉じることになった。ヴェルレーヌはヴァニエ版の序文で、この作品を「非凡な心理的自伝」と称した。

## 邦訳
『地獄の季節』は1938年に小林秀雄によって邦訳され、大島博光も同年に春陽堂から同じ書名で発表している。小林秀雄訳は当初はベリション版によるものであり、その後、ラコスト版、プレイヤード版に従って改訳され、複数の改訂版が存在する。戦後、『ランボオ詩集』として堀口大學訳、金子光晴訳、60年代には粟津則雄訳、清岡卓行訳などが刊行され、1970年代後半に刊行された鈴木信太郎・佐藤朔監修『ランボー全集』の第2巻に収められた。1980年代にランボー研究はめざましい発展を遂げ、1990年代に平井啓之、湯浅博雄、中地義和共訳『ランボー全詩集』、宇佐美斉訳『ランボー全詩集』などが刊行され、前者はさらに書簡等を加えた新版が2006年に発表された。
原題 Une saison en enfer の邦訳としては「地獄の季節」がほぼ定着しているが、本書が序章の春への言及に始まり、終章「別れ」の秋の到来をもって終える、ひと夏の経験として語られていることから、不定冠詞を訳した「地獄の一季節」（鈴木信太郎・佐藤朔監修人文書院版、篠沢秀夫訳、渋沢孝輔訳）、「地獄の一季」（堀口大學訳）なども存在する。

## 参考資料
- ランボオ『地獄の季節』小林秀雄訳、岩波書店（岩波文庫）改訂版 1970年（初版 1938年）
- アルチュール・ランボー『ランボー全詩集』宇佐美斉訳、筑摩書房（ちくま文庫）1996年
- 大島博光『ランボオ』新日本出版社（新日本新書）1987年
- 宇佐美斉「中原中也とフランス近代詩」井波律子、井上章一共編『文学における近代 ― 転換期の諸相』第22巻、国際日本文化研究センター、2001年、75-88頁
- 小山尚之「フィリップ・ソレルスによる『地獄の季節』の解釈」『東京海洋大学研究報告』第12巻、東京海洋大学大学院海洋科学系海洋政策文化学部門、2016年、48-67頁
- 田中直紀「「地獄の夜」の「毒」について」『年報・フランス研究』第37号、関西学院大学文学部・文学研究科、2003年、105-118頁
- UNE SAISON EN ENFER, Encyclopædia Universalis
- Jean-Luc Steinmetz, ARTHUR RIMBAUD, Encyclopædia Universalis